# 전례 언어
전례 언어(典禮言語, liturgical language) 또는 신성어(神聖語, sacred language)는 예배 등 종교적 목적으로 주로 사용되는 문어(文語)로서의 언어를 가리키는 말이다.
일부 종교에서는 경전에 사용된 언어의 쓰임이 그 자체로 신성하거나 의미있다고 여긴다. 예시로 로마 가톨릭의 라틴어, 유대교의 히브리어, 이슬람의 아랍어, 힌두교의 산스크리트어, 시크교의 펀자브어 등이 있다. 그러나 가톨릭 이외의 기독교 종파들이나 불교 등에는 명확히 정해진 전례 언어가 없다. 다만 불교는 지역에 따라 팔리어, 티베트어, 한문 등이 전례에 있어 핵심적으로 쓰이기도 했다. 고대에도 아카드어와 같이 전례 언어가 존재했다.

## 같이 보기
- 경전
- 전례